# Łaskarzew (stacja kolejowa)
Łaskarzew – stacja towarowa w Łaskarzewie, w województwie mazowieckim, w Polsce. Według klasyfikacji PKP ma kategorię dworca lokalnego.